# Phimophis vittatus
Phimophis vittatus — вид змій родини полозових (Colubridae). Мешкає в Південній Америці.

## Поширення і екологія
Phimophis vittatus мешкають на півдні Болівії і Парагваю та в північній і центральній Аргентині (на південь до провінції Сан-Луїс). Вони живуть в сухих і напівсухих чагарникових заростях чако, в сухих тропічних лісах та на луках, серед піщаного ґрунту. Ведуть нічний, наземний спосіб життя. Живляться переважно ящірками.